# Hagen-Münzenberg

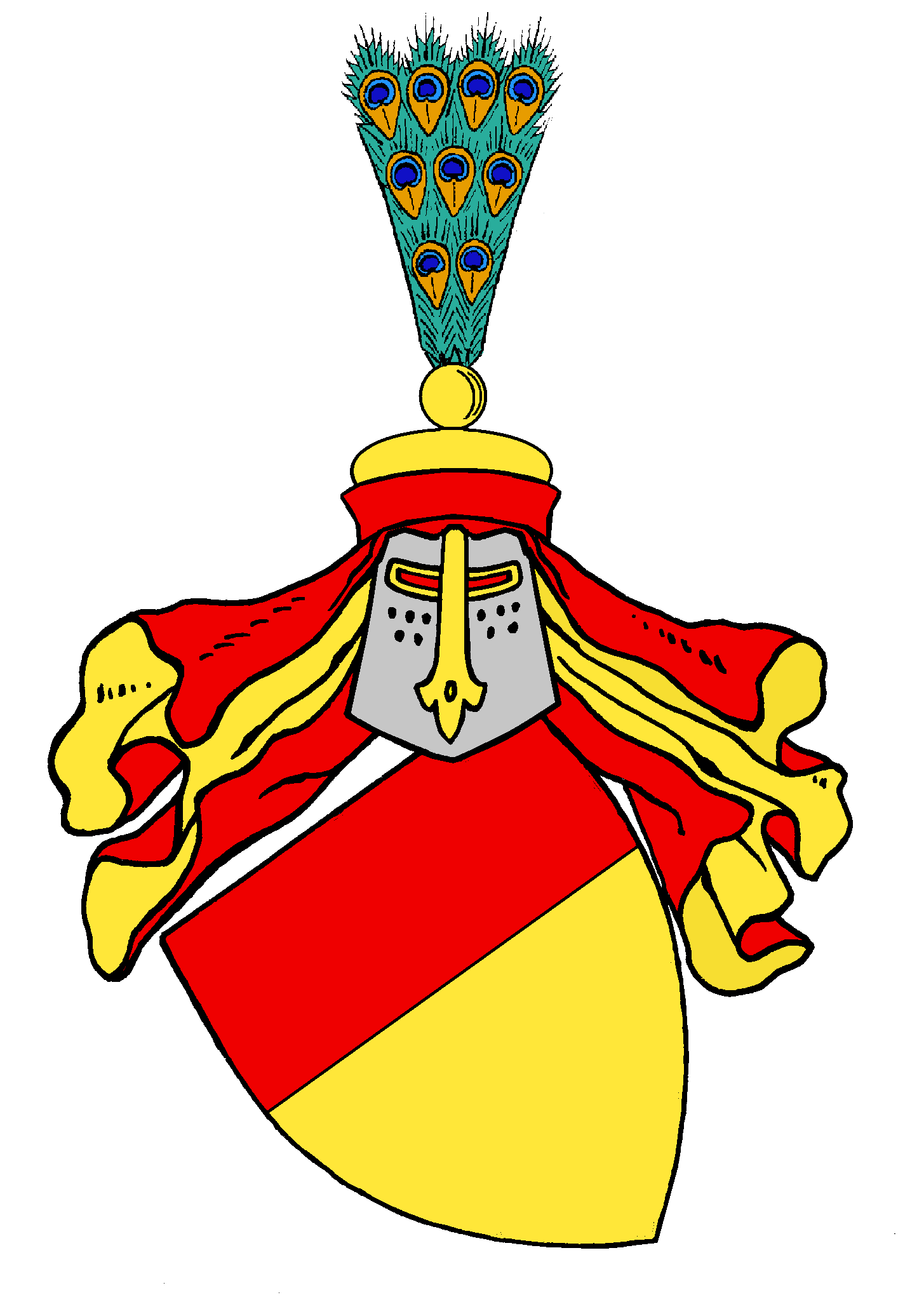
Stammwappen der Herren von Münzenberg

Die Herren von Hagen-Münzenberg (nach Hagen = Hayn = Burg Hayn, Dreieichenhayn) waren Reichsministeriale, die vorwiegend in der Wetterau und südlich von Frankfurt am Main begütert waren.

## Herkunft
Die Hagen-Münzenberg, Heusenstamm, Dornberg und Erbach gehen vermutlich auf eine einzige Ur-Familie zurück.
Als ein Ahnherr dieser Stämme kann der Meier des späteren Kaisers Otto I., Wetti, der in einer Urkunde vom 14. Februar 947 benannt wird, betrachtet werden. Darin schenkt Otto I. seinem „nostro villico“ Wetti eine königliche Hufe als Eigengut zu Seckbach.
Nahe Verwandte des Eberhard I. von Hagen (1075–1122) sowie seines Sohnes Konrad, die Brüder Dragobodo und Konrad, traten 1093 erstmals zusammen als Zeugen einer Beurkundung auf.

## Geschichte

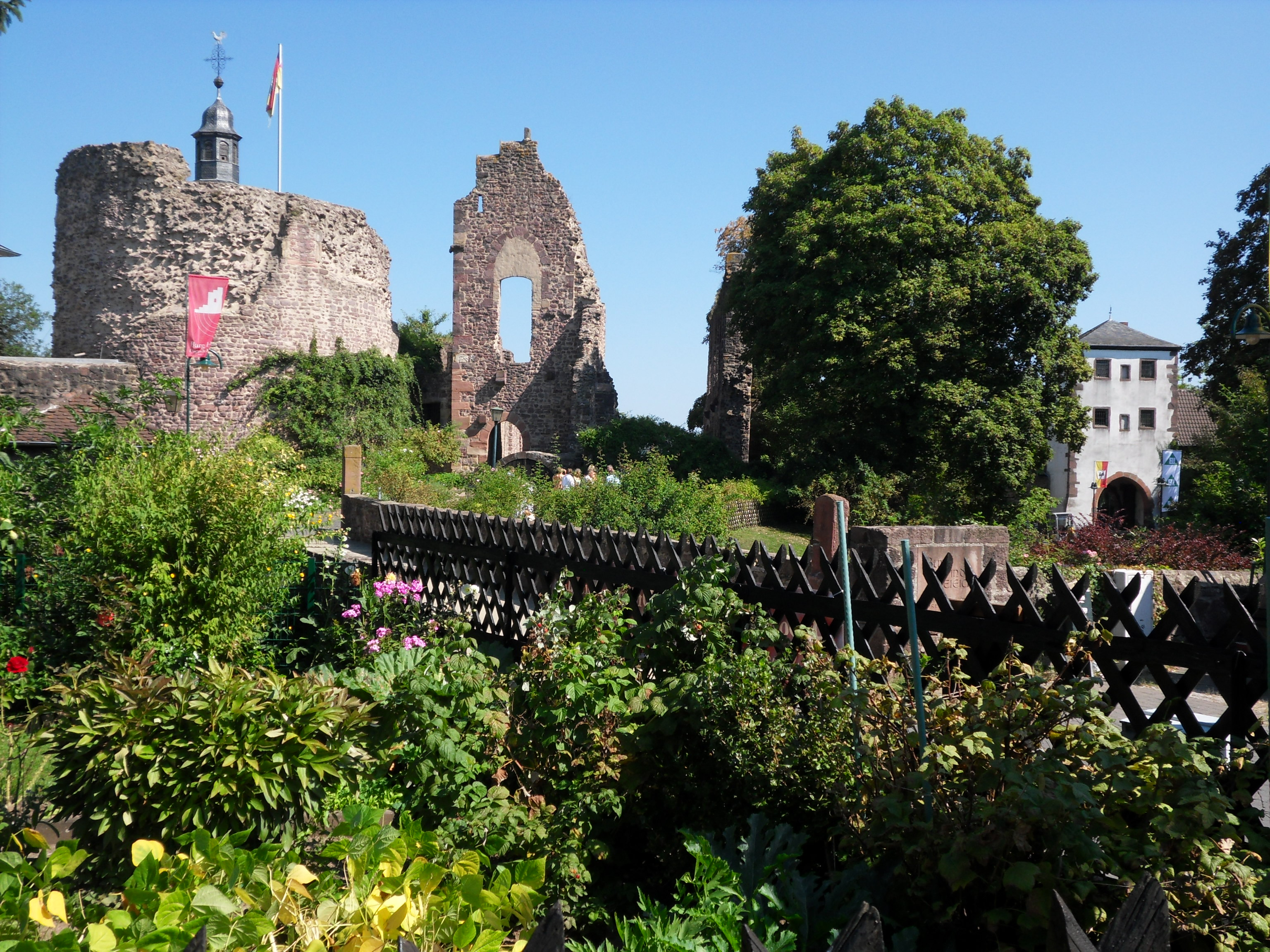
Burg Hayn (Hagen) in Dreieichenhain

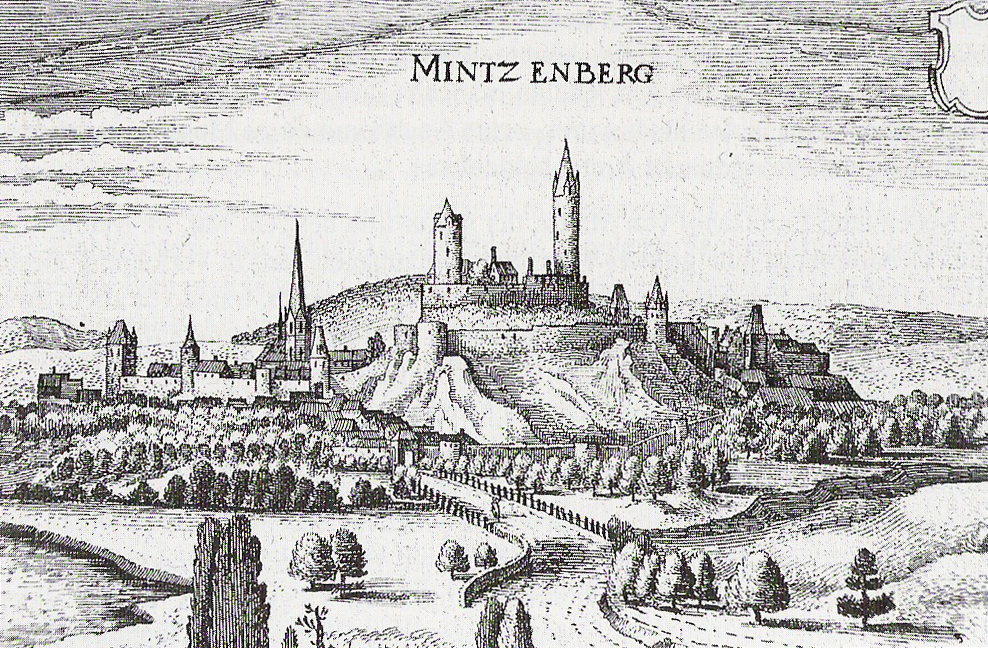
Burg Münzenberg in einem Kupferstich vom Matthäus Merian

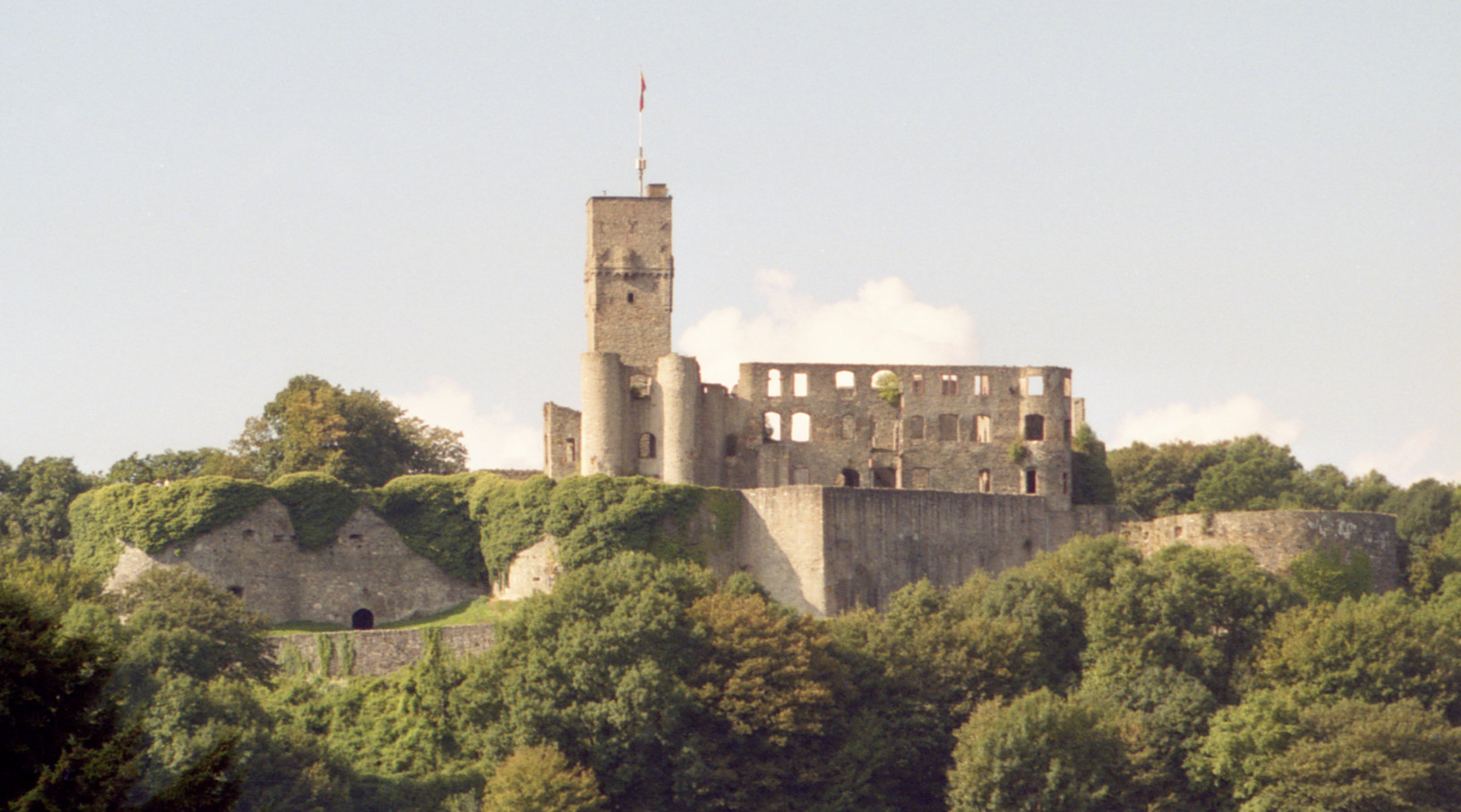
Burg Königstein

Den Saliern treu ergeben, verstanden sie es, ihre Berechtigungen und Rechtstitel zu landeshoheitlichen Rechten zu verdichten. Eberhard von Hagen, ein enger Vertrauter des Kaisers Heinrich IV., war um 1075 der erste Vogt der Dreieich. Seine Erben wurden Reichskämmerer.
Die Herren von Hagen verwalteten als kaiserliche Dienstmannen und Vögte im Hochmittelalter von der Burg Hayn in Dreieichenhain aus den Reichsforst und Wildbann Dreieich. Die Burg Hayn wurde bis 1180 zur Reichsburg ausgebaut.
Der Reichsministeriale Eberhard Albus (Rufus) von Hagen, der 1123 einen Wald bei Wiesbaden erhält, kommt als Vater des ersten Vertreters der Herren von Dornberg in Betracht. Er ist der unter dem Namen von Dornberg um 1160 urkundlich auftretende Eberhard I. von Dornberg (Eberhardus de Dornburg).
Mitte des 12. Jahrhunderts erwarb Konrad II. von Hagen-Arnsberg im Tausch vom Kloster Fulda den Münzenberg in der Wetterau, seinerzeit „Minzinberch“ genannt, da er von Minze überwuchert war. Dort wurde um 1160 unter seinem Sohn Kuno I. von Hagen-Münzenberg (* 1151; † 1207) eine Burg errichtet. Zugunsten dieser Burg Münzenberg gab er die Burg Arnsburg auf und stiftete sie im Jahr 1174 den Zisterziensern, die sich im benachbarten Kloster Arnsburg niederließen. Kuno I. nannte sich ab etwa 1165 nach seinem neuen Stammsitz „von Münzenberg“.
Etwa seit dieser Zeit – nachweislich seit 1170/1180 prägten die Münzenberger Brakteaten mit dem Minzstengel als redendes Zeichen. Die Prägestätten werden in den münzenbergischen Burgen Münzenberg oder Assenheim vermutet.
Nach dem Aussterben der Grafen von Nürings fiel Königstein an die Münzenberger. Kuno I. von Münzenberg war mit Luckharde von Nürings verheiratet und erbte mit dem Aussterben der männlichen Linie der Nürings dessen Besitzungen. Nach seinem Tod 1212 erbte sein Sohn Kuno II. von Münzenberg Burg und Ort Königstein. Nach dessen Tod im Jahr 1225 wurde sein jüngerer Bruder Ulrich I. von Münzenberg Besitzer der Burg Königstein. 1239 wurde Ulrich I. erstmals urkundlich als Besitzer der Burg Königstein erwähnt. Ihm folgte nach seinem Tod sein Sohn Ulrich II. von Münzenberg. Unter den Münzenbergern erfolgte ein umfangreicher Ausbau der Burg Königstein.
Das Herrschaftsgebiet der Münzenberger umfasste mit der Wetterau und großen Teilen des Vordertaunus ein so großes Gebiet, dass in den einzelnen Burgen Burgmannen eingesetzt wurden. In Königstein wird 1215 mit Arnold von Königstein erstmals ein Burggraf namentlich urkundlich erwähnt. Er ist vermutlich ein Reichsministerialer, ein Ritter im Dienst des Stauferkaisers. Ihm war die Verantwortung für die Reichsburg Königstein übertragen worden; er hatte sie zu verwalten, die Verteidigungs- und Schutzvorrichtungen instand zu halten, über Einnahmen und Ausgaben Rechnung zu führen, die Handwerker und anderen Bediensteten mit Arbeiten zu beauftragen und zu überwachen. Er hatte für die Benutzbarkeit und Sicherheit der Straße Frankfurt–Köln–Aachen (→ Altstraße) zu sorgen. Albert zu Königstein ist 1225 der zweite namentlich bekannte Burggraf. Nach dem Tod Ulrichs II. von Münzenberg erbte 1255 Philipp I. von Falkenstein, der Ehemann von Ulrichs Schwester Isengard, die Herrschaft Königstein.
Der Sohn Kunos I., Kuno II. von Münzenberg, verlor 1217 – wohl aufgrund einer feindlichen Erstürmung – die Burg Münzenberg und die damit verbundenen Rechte. Sein Bruder, Ulrich I., folgte ihm als Burgherr, wurde aber 1240 von seinem Sohn, Kuno III. von Münzenberg, von der Burg vertrieben und starb bald darauf.

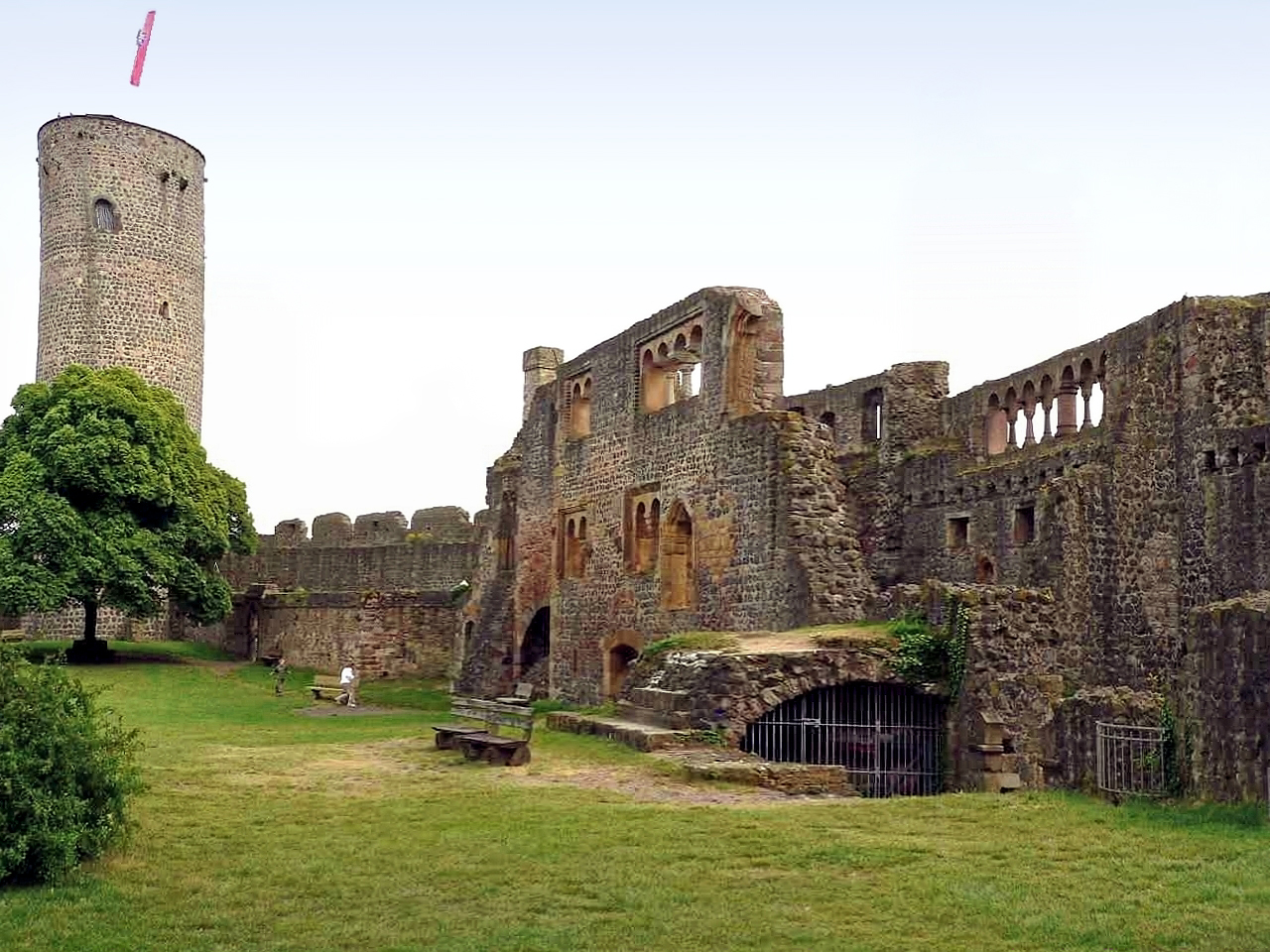
Burg Münzenberg; staufischer Palas und Ostturm

Nach dem Tod Kunos III. im Jahr 1244 fiel die Burg an dessen Bruder, Ulrich II. von Münzenberg. Er löste 1252 das Benediktinerkloster Patershausen, ein Eigenkloster der Herren von Münzenberg, auf und besetzte es mit Nonnen des Zisterzienserordens neu. Die erste Äbtissin der neuen Gemeinschaft war seine Schwester, Lucardis von Münzenberg.
Mit dem Tod Ullrichs II. erlosch das Geschlecht derer von Münzenberg im Jahre 1255 im Mannesstamm. Seine Ehe mit Hedwig von Weinsperg blieb kinderlos und es kam zur sogenannten „Münzenberger Erbschaft“. Erben waren seine weltlich gebliebenen Schwestern, die mit Adeligen der Umgebung verheiratet waren:
- Adelheid, mit Reinhard I. von Hanau. 1458 wurde die Grafschaft Hanau geteilt, und um die beiden Hanauer Teilgrafschaften unterscheiden zu können, wurde der nördliche Teil, zu dem auch Münzenberg gehörte, seit 1496 offiziell als Grafschaft Hanau-Münzenberg bezeichnet, womit der alte Familienname weiter lebte.
- Isengard, mit Philipp I. von Bolanden-Falkenstein. Er brachte durch Kauf und Tausch den größten Teil des Besitzes aus der Münzenberger Erbschaft an sich.
- Mechtild, mit Engelhard von Weinsberg.
- Irmengard, mit Konrad von Weinsberg.
- Hedwig, mit Heinrich von Pappenheim.
- Agnes, mit Konrad II. von Schöneberg.

Die Reichsrechte (Kämmerei) verlieh Wilhelm von Holland, Römisch-deutscher König, an Graf Hermann I. von Henneberg.

## Literatur

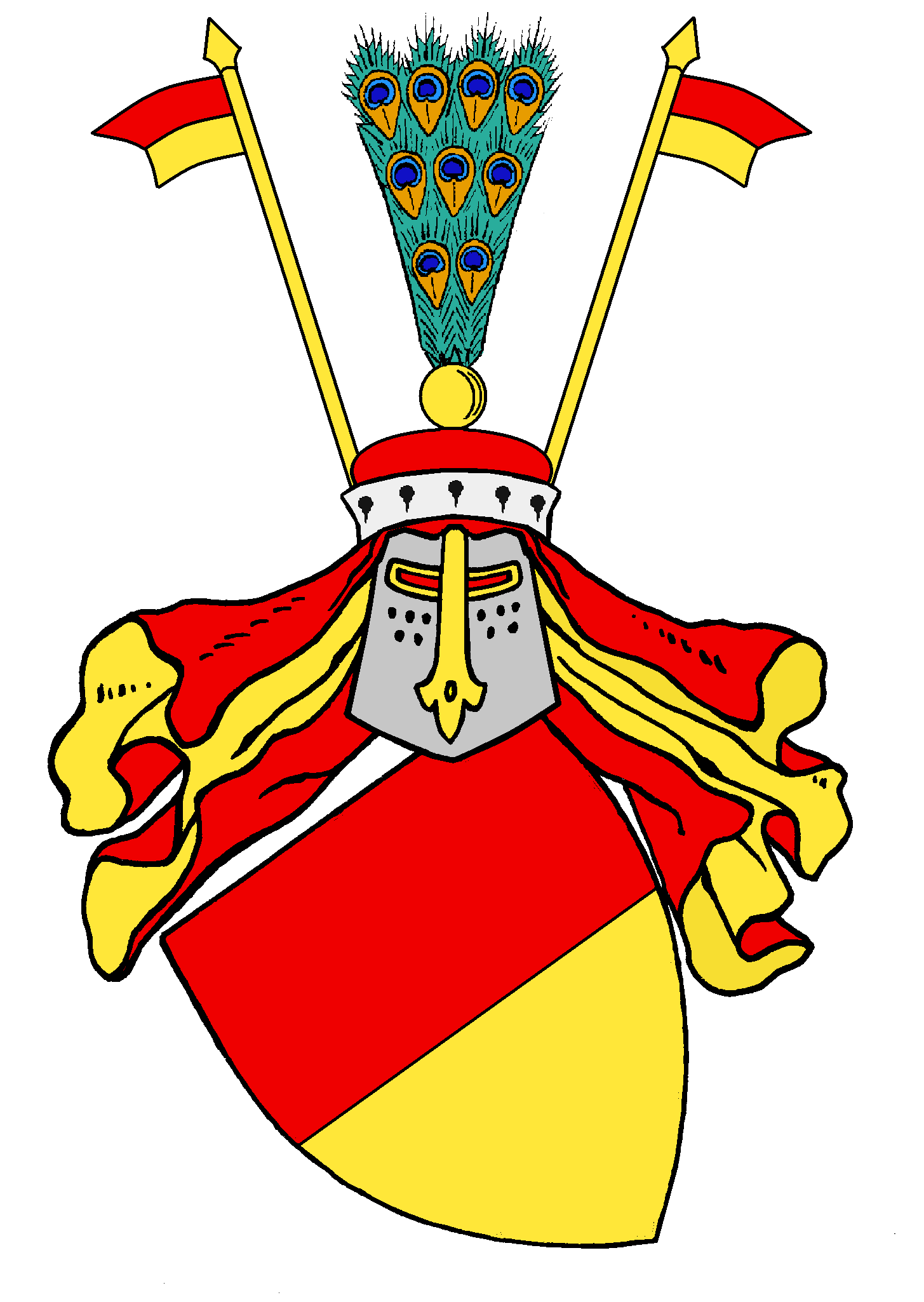
Stammwappen der Herren von Münzenberg (etwas spätere Variante)